# Gawriil Nikolajewitsch Trojepolski
Gawriil Nikolajewitsch Trojepolski (russisch Гавриил Николаевич Троепольский; * 16. Novemberjul. / 29. November 1905greg. in Nowospasskoje, Russisches Kaiserreich, heute Oblast Woronesch; † 30. Juni 1995 in Woronesch) war ein russischer Schriftsteller.

## Leben
Trojepolski kam als Sohn eines russisch-orthodoxen Priesters in Nowospasskoje zur Welt. Er besuchte bis 1924 eine Landwirtschaftsschule, war anschließend als Dorfschullehrer tätig und wurde später Agronom. Trojepolskis literarisches Debüt wurde 1937 die Kurzgeschichte Großväterchen, die in einer Zeitschrift abgedruckt erschien. Seine erste größere Arbeit, die als Buch erschien, war 1953 der Skizzenzyklus Aus den Aufzeichnungen eines Agronomen, in der DDR 1955 unter dem Titel Prochor XVII., König der Klempner veröffentlicht. Er wurde 1955 von Alexander Twardowski unter dem Titel Земля и люди (dt. Land und Leute) verfilmt, wobei Trojepolski das Szenarium des Films schrieb.
Trojepolski zog 1954 nach Woronesch um, wo er bis zu seinem Lebensende wohnte. Er begann, seinen Lebensunterhalt ausschließlich mit Schreiben zu verdienen. Es folgten zahlreiche Romane, darunter Schwarzerde (1961) und Im Schilf (1963). Ab 1967 gehörte Trojepolski dem Schriftstellerverband der UdSSR an. Sein bekanntestes Werk wurde 1971 der Alexander Twardowski gewidmete Roman Weißer Bim Schwarzohr, der in 20 Sprachen übersetzt wurde und für den Trojepolski 1975 mit dem Staatspreis der UdSSR ausgezeichnet wurde. Weißer Bim Schwarzohr wurde 1977 durch Stanislaw Rostozki verfilmt und für einen Oscar als Bester fremdsprachiger Film nominiert.
Trojepolski verstarb 1995 in Woronesch und wurde auf dem dortigen Komintern-Friedhof beigesetzt.

## Werke (Auswahl)
- 1953: Из записок агронома – deutsch: Aus den Aufzeichnungen eines Agronomen/Prochor XVII., König der Klempner (1955)
- 1955: Земля и люди
- 1958: Кандидат наук
- 1958–1961: Чернозем – deutsch: Schwarzerde (1961)
- 1963: В камышах – deutsch: Im Schilf (1963)
- 1963: О реках, почвах и прочем
- 1971: Постояльцы
- 1971: Белый Бим Чёрное ухо – deutsch: Weißer Bim Schwarzohr (1973)
- 1975: Здравый смысл